# Geschiedenis van Real Madrid
Hieronder volgt een beschrijving van de geschiedenis van Real Madrid Club de Fútbol.

## Ontstaan
Real Madrid werd op 6 maart 1902 opgericht als Madrid Club de Fútbol. Juan Padrós Rubió werd destijds de eerste clubpresident. Op 29 juli 1920 ontving de club van koning Alfons XIII het predicaat Real (Koninklijk).

## Eerste successen

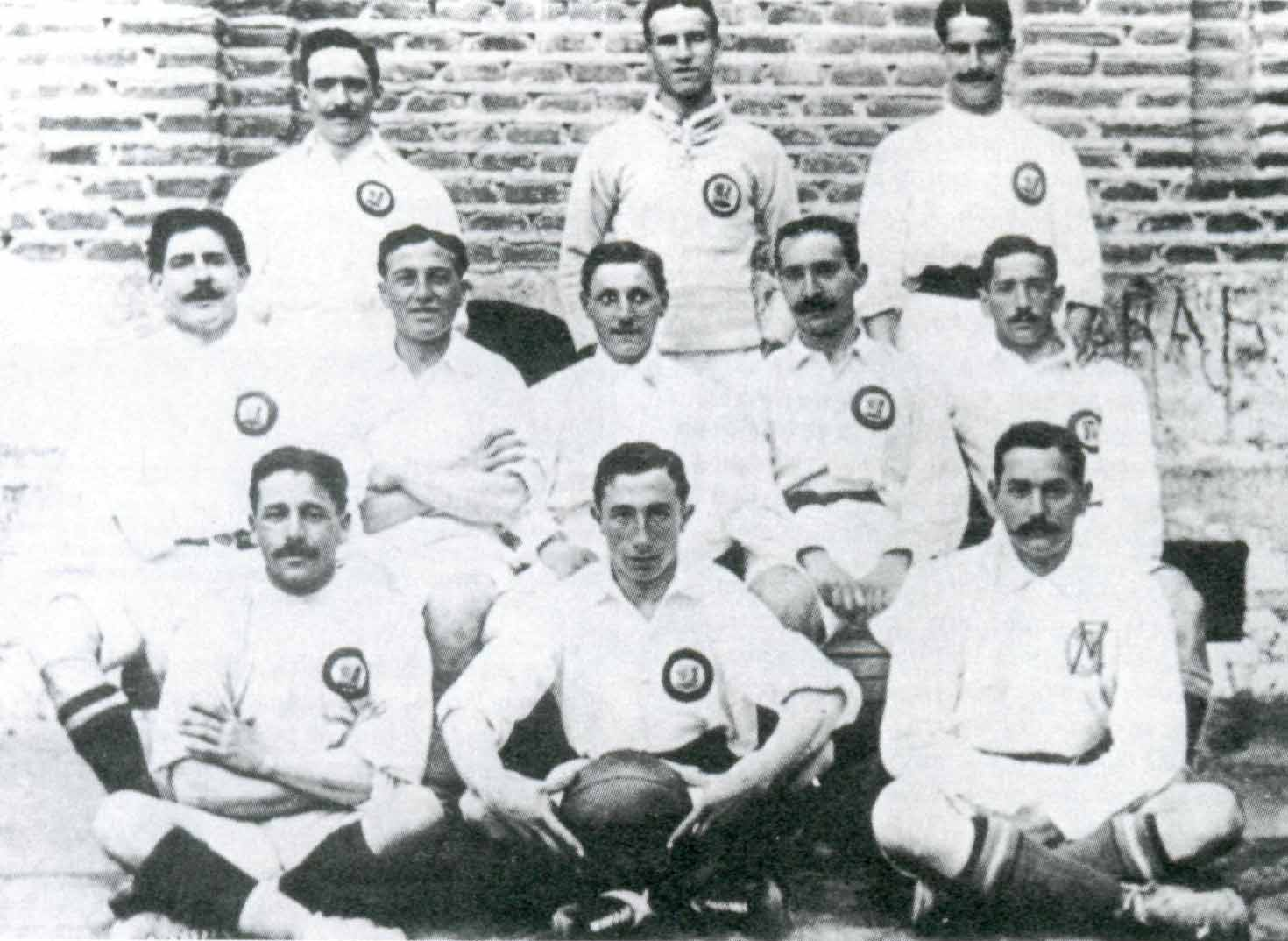
Real Madrid in 1905

Enkele maanden na de oprichting van de club speelde het ter gelegenheid van de kroning van Alfons XIII tegen Barcelona. De Catalaanse club won met 3-1 en het was de eerste van vele wedstrijden die beide clubs tegen elkaar zouden spelen. In de loop der jaren zou de relatie tussen beide clubs uitgroeien tot een van enorme rivaliteit, wat resulteerde in El Clásico. Madrid won haar eerste grote prijs in 1905 door de winst van de Copa del Rey. In 1906, 1907 en 1908 veroverde de club deze beker opnieuw. Real Madrid behoorde in 1928 tot een van de oprichters van de Primera División, de hoogste Spaanse voetbaldivisie. De eerste competitiewedstrijd wonnen De Koninklijke met 5-0 van CE Europa. De eerste landstitel volgde in 1932. Het seizoen daarop prolongeerde ze de titel met succes, mede dankzij topscorer Manuel Olivares (26 doelpunten).

## Wederopbouw

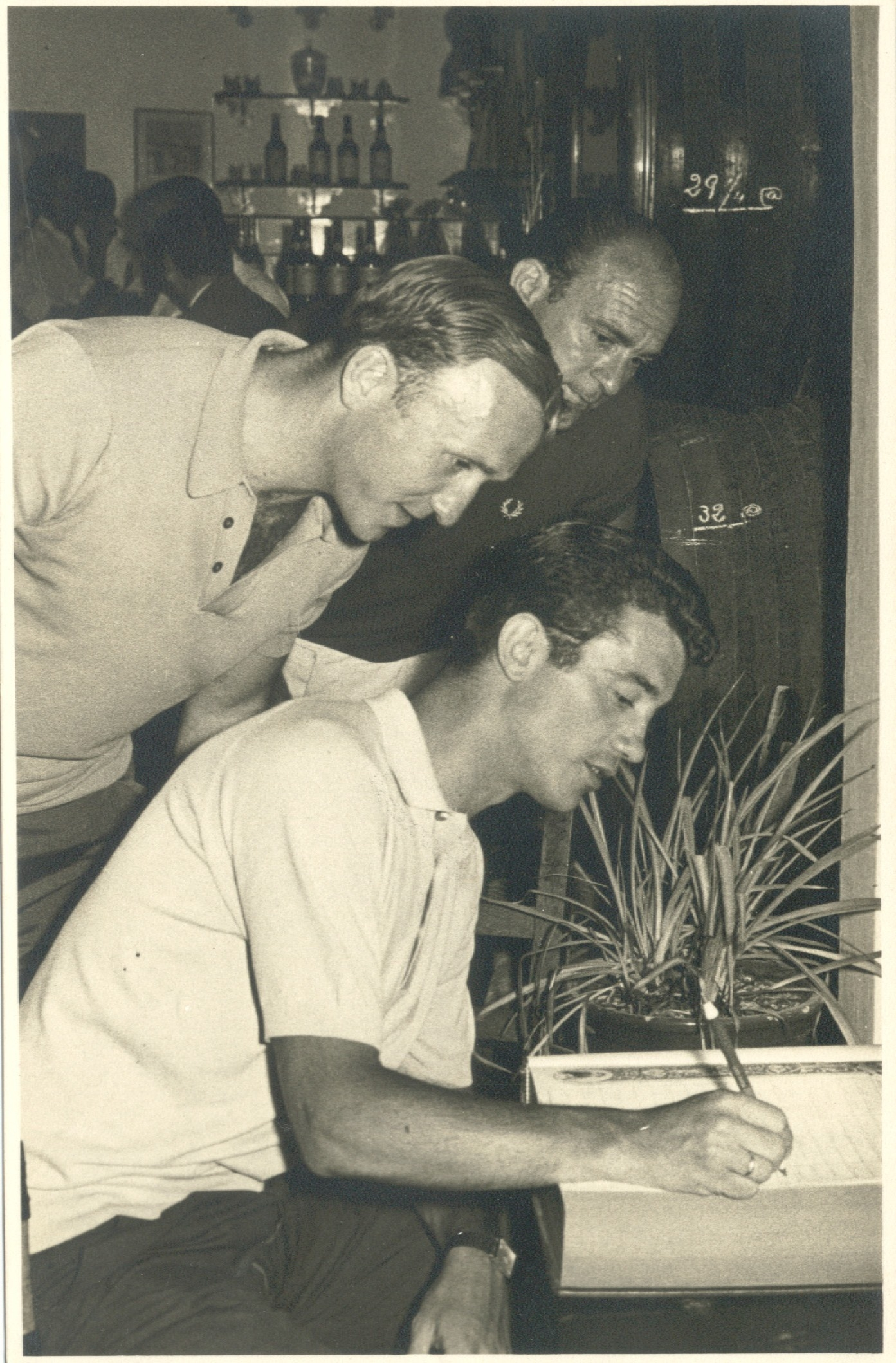
Isidro Sánchez, Alfredo Di Stéfano en José Santamaría

In 1943 werd voormalig speler en trainer Santiago Bernabéu Yeste gekozen tot nieuwe clubpresident. Bernabéu Yeste zorgde voor de herbouw van de club na de Spaanse Burgeroorlog. In oktober 1944 werd gestart met de bouw van een nieuw stadion voor Real Madrid. Dat stadion, Estadio Chamartín, werd op 14 december 1947 in gebruik genomen. Het stadion zou later, in januari 1955, de naam krijgen van Bernabéu als eerbetoon aan de succesvolle president.
Onder het regime van Franco genoot Real de reputatie van beschermd te zijn om het regime en de macht van Franco uit te dragen in Spanje en Europa. In de jaren vijftig en zestig brak de glorietijd van Real Madrid aan met diverse landstitels en vijf maal de Europa Cup I op rij van 1956 tot en met 1960. Memorabel was de 7-3 overwinning op het Duitse Eintracht Frankfurt in de finale van 1960. Sterspelers in die tijd waren Alfredo Di Stéfano, Francisco Gento en Ferenc Puskás. In 1961 was aartsrivaal Barcelona de eerste club die de Madrilenen wist te verslaan in de Europa Cup. Enkele jaren later, in 1966, volgde een zesde Europa Cup voor Real Madrid ten koste van Partizan Belgrado.
In de jaren zeventig bleven de Madrilenen in Spanje domineren. Slecht enkele keren wist een club de hegemonie van Los Blancos te doorbreken. In 1978 overleed Bernabéu, die de club 35 jaar lang leidde.
Begin jaren tachtig werd Real Madrid voorbij gestreefd door Barcelona en de Baskische clubs Real Sociedad en Athletic Bilbao. In 1986 werden Los Merengues echter opnieuw kampioen en de club wist de titel vier seizoenen lang met succes te verdedigen. Drie van de vier titels werden behaald onder Leo Beenhakker waardoor hij zijn bijnaam Don Leo verkreeg. De sterren in die tijd bij Real Madrid waren de Mexicaanse topschutter Hugo Sánchez en de beroemde Quinta del Buitre, een naar Emilio Butragueño genoemd vijftal dat naast El Buitre zelf Manuel Sanchís, Martín Vazquéz, Míchel en Miguel Pardeza omvatte.

## Stap terug
In de vroege jaren negentig moesten De Koninklijke echter een stap terug doen voor het Dream Team van FC Barcelona, onder leiding van Johan Cruijff, dat van 1991 tot 1994 landskampioen werd. Met Emilio Butragueño leverde Real Madrid in het seizoen 1990/91 wel de topscorer van de competitie. In 1995 wist Real Madrid de hegemonie van de Catalaanse rivaal te doorbreken door landskampioen te worden. Een nieuwe titel volgde in 1997.
Een jaar later konden de Madrilenen een zevende Europa Cup I – inmiddels UEFA Champions League geheten – bijschrijven op hun palmares. In de Amsterdam ArenA werd met 1-0 gewonnen van Juventus door een doelpunt van Predrag Mijatović. Bovendien werd onder leiding van Guus Hiddink de Wereldbeker voor clubs veroverd door in Tokio met 2-1 te winnen van CR Vasco da Gama. Nationaal werd Real weer overklast door FC Barcelona, maar Europees presteerde de club echter beter dan de eeuwige rivaal door in 2000 opnieuw de Champions League te winnen. In Parijs werd Valencia met 3-0 verslagen. Sterspelers in het elftal dat in 1998 en 2000 de hoogste Europese beker won waren Roberto Carlos, Fernando Redondo, Raúl González, Fernando Morientes en Fernando Hierro.

## Galácticos

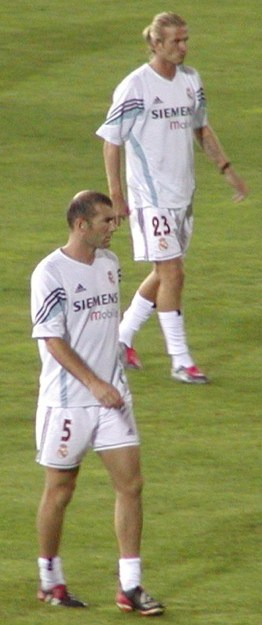
David Beckham en Zinédine Zidane, twee van de Galácticos

Het jaar 2000 betekende naast de Champions League-winst ook de komst van een nieuwe clubpresident, Florentino Pérez. Hij wilde van Real Madrid de grootste en beste club ter wereld maken door het aantrekken van stervoetballers. Hierdoor kreeg het elftal de bijnaam Los Galácticos (De Buitenaardsen). Bij zijn verkiezing werd Pérez door het merendeel van de leden enigszins argwanend bekeken, want voor zo'n sterrenteam was veel geld nodig. En dat terwijl de club bij zijn aantreden een schuldenlast van 300 miljoen euro had. Pérez loste dit op door een vijftig jaar oud trainingscomplex in het centrum van de stad aan de stad Madrid te verkopen voor 500 miljoen euro.
De eerste ster die kwam was, in juli 2000, Luís Figo die Barcelona verruilde voor Real Madrid. Later volgden ook Zinédine Zidane en Ronaldo. De politiek van Pérez van een elftal met stervoetballers en spelers uit de eigen jeugd, aangeduid als Zidanes y Pavónes, was aanvankelijk succesvol op zowel sportief – twee landstitels en nog een Champions League – als op financieel gebied – met een toegenomen marktwaarde in vooral Oost-Azië.

## Mindere resultaten
Een sportief dieptepunt was er echter ook voor de club. Op 6 maart 2002 bestond Real Madrid precies honderd jaar en ter gelegenheid van dat feit werd de finale van de Copa del Rey op die dag gespeeld in het eigen stadion. Real haalde de finale, waarin Deportivo La Coruña de tegenstander was, en een groot aantal vooraanstaande mensen uit de voetbalwereld waren in het stadion aanwezig. Wat een mooi verjaardagscadeau moest worden, werd een drama: Real Madrid verloor van een uitstekend voetballend Deportivo met 2-1. In 2003 ging het sportief mis bij Real Madrid. Veteraan en aanvoerder Fernando Hierro moest vertrekken, evenals succestrainer Vicente del Bosque. Del Bosque, om zijn grote snor en corpulente uiterlijk ook wel De Walrus genoemd, werd vervangen door de beter uitziende Portugees Carlos Queiroz. Daarnaast kwam David Beckham als nieuwe Galáctico, maar misschien nog wel meer om de merchandising op te stuwen.
Queiroz mocht commercieel gezien dan wel interessanter zijn, zijn trainerskwaliteiten waren beduidend minder dan die van Del Bosque. Real Madrid eindigde in het seizoen 2003/04 voor het eerst in jaren zonder prijs en Queiroz kon vertrekken. Ook José Antonio Camacho en Mariano García Remon kregen een kans als hoofdtrainer, maar mochten spoedig weer vertrekken. Onder de Braziliaan Vanderlei Luxemburgo leek het beter te gaan, maar ook hij kreeg Real niet op de rails. Jeugdtrainer Juan Ramón López Caro mocht hem in december 2005 aflossen als interim-coach. Florentino Pérez zag uiteindelijk ook in dat zijn beleid had gefaald en begin 2006 trad hij terug als clubpresident.

## Hoop op nieuwe successen
De vervanger van Pérez was Fernando Martín, die gelijk een grote schoonmaak in de spelersgroep aankondigde voor de zomer van 2006 met de hoop om zo Real Madrid weer terug aan de top te krijgen. Martín moest in april 2006 echter alweer aftreden, omdat het clubbestuur onvoldoende vertrouwen in hem had en nieuwe presidentsverkiezingen wilde. Deze verkiezingen werden gewonnen door de advocaat Ramón Calderón. Hij stelde Fabio Capello aan als trainer en Predrag Mijatović als technisch directeur, een tweetal dat Real in 1998 nog naar de Champions League-winst had geleid.
De verkiezingsbelofte om de Braziliaanse middenvelder Kaká van AC Milan te contracteren kon Calderón niet waarmaken, maar hij wist wel enkele andere topspelers naar Real Madrid te halen. Ruud van Nistelrooij werd voor ongeveer vijftien miljoen euro overgenomen van Manchester United en om het team defensief sterker te maken werden de Braziliaan Emerson, de Italiaan Fabio Cannavaro en de Malinees Mahamadou Diarra gecontracteerd. Met José Antonio Reyes van Arsenal kwam er bovendien ook nog een Spaanse aankoop.
Lange tijd leken de nieuwe trainer en vele aankopen opnieuw geen succes op te leveren. Real Madrid werd vroegtijdig uitgeschakeld in de Champions League en leek de landstitel wederom mis te lopen. Na een goede inhaalslag in de tweede seizoenshelft eindigde de club echter in punten gelijk met regerend landskampioen Barcelona, maar Real Madrid won de landstitel op basis van het betere onderlinge resultaat. Ondanks de landstitel moest Capello vertrekken naar aanleiding van het defensieve en weinig flitsende spel van Real Madrid. Bernd Schuster, oud-speler van de club, werd de nieuwe hoofdtrainer. Verschillende nieuwe spelers, waaronder de Nederlanders Arjen Robben, Wesley Sneijder, Royston Drenthe, Rafael van der Vaart en Klaas-Jan Huntelaar, werden gecontracteerd om Real Madrid aantrekkelijker te laten spelen.

## Terugkeer Pérez

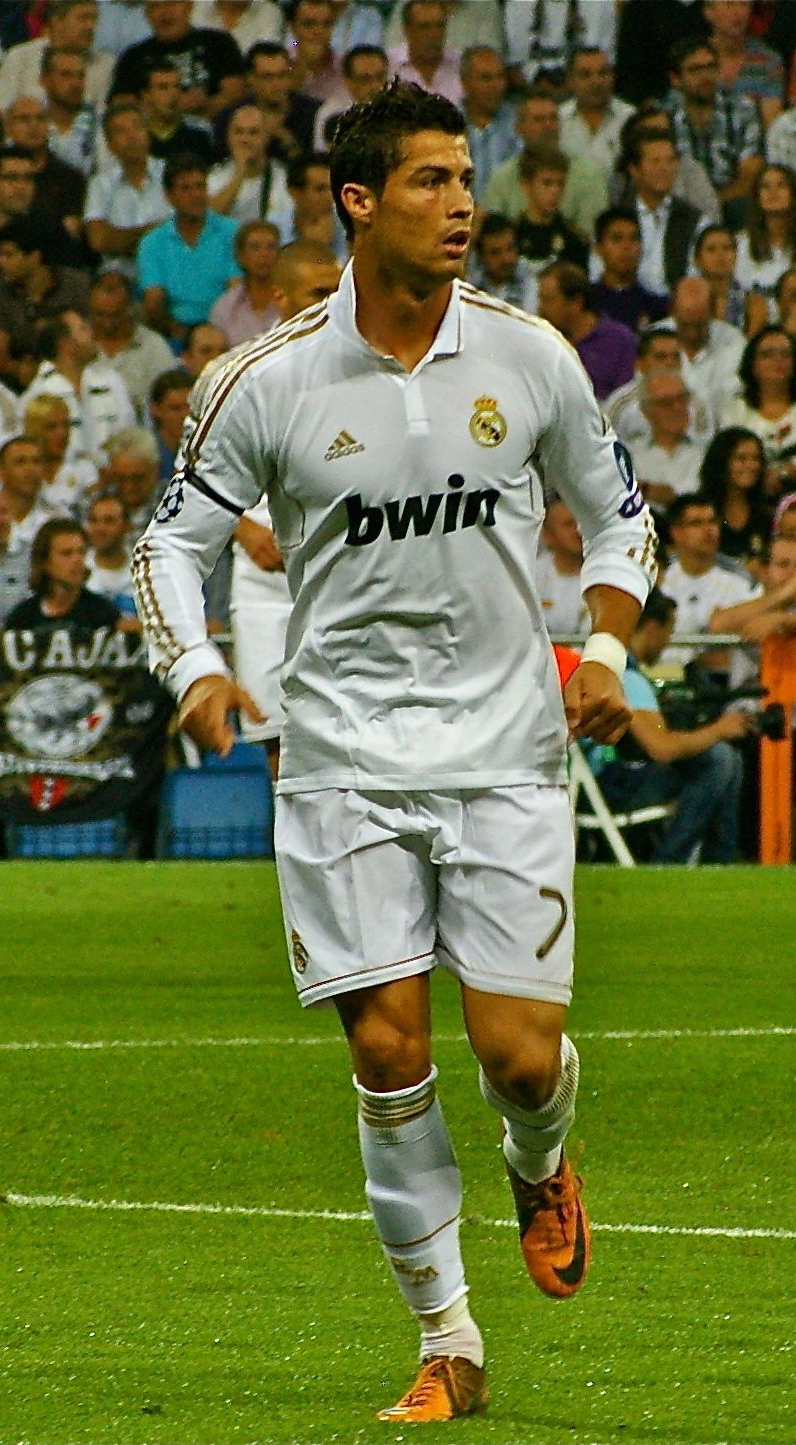
Cristiano Ronaldo, bij zijn komst met 94 miljoen euro de duurste speler aller tijden

In de zomer van 2009 werd Pérez herkozen met de verkiezingsbelofte grote namen te halen. Hij kocht Kaká voor 68 miljoen euro en Cristiano Ronaldo voor 94 miljoen euro. De presentatie van Ronaldo lokte een recordaantal van 80.000 toeschouwers naar het stadion. Met de recordbrekende transfers zorgden de Madrilenen echter voor een groei aan schuld. Voorzitter Florentino Pérez meldde in september 2009 dat de schuld 327 miljoen euro bedroeg. Eerder gingen geruchten dat sprake was van een schuld van 800 miljoen.
In het seizoen 2011/12 kreeg Florentino Pérez eindelijk wat hij wilde, waarvoor hij al die miljoenen uit gaf. Onder José Mourinho werd Real Madrid voor de 32e keer kampioen van Spanje en haalde het voor het eerst in een aantal seizoenen weer de halve finale van de Champions League. Het seizoen erna haalde Real opnieuw de halve finale, maar had Borussia Dortmund het geluk dat Real Madrid de kansen niet afmaakten, en ging door.
In 2014 werd Carlo Ancelotti aangesteld als opvolger van José Mourinho. Met Ancelotti aan het roer werd Real de eerste club die voor de tiende keer de Champions League won. Met een recordaantal van zestien doelpunten had Ronaldo een belangrijk aandeel in het bereiken van de finale tegen stadsgenoot Atlético Madrid. Het was echter de nieuwste recordaankoop, Gareth Bale, die in de verlenging van El Derbi het beslissende doelpunt scoorde. De Welshman werd aan het begin van het seizoen voor een recordbedrag van ruim 100 miljoen euro aangetrokken. In de finale scherpte Ronaldo zijn record aan tot zeventien doelpunten.
Real liep twee jaar later verder uit op de Europese concurrentie door ook de Champions League 2015/16 te winnen, de elfde trofee. Dit gebeurde opnieuw in een finale tegen Atlético Madrid. Net als in mei 2014 was Sergio Ramos de enige speler van Real die in de reguliere speeltijd scoorde. Atlético hield ditmaal beide verlengingen stand, waarna Real middels een beslissende strafschoppenserie alsnog won. In het seizoen daarna wist Real opnieuw de Champions League te winnen. Ditmaal werd Juventus verslagen. De Madrilenen schreven geschiedenis die avond door als eerste club de Champions League twee keer op rij te winnen. Een jaar later waren ze ook de eersten die het toernooi drie keer op rij op hun naam schreven door in de finale Liverpool te verslaan.

## Terugval
Succestrainer Zinédine Zidane vertrok na deze Champions League-successen bij de Madrilenen en ook Cristiano Ronaldo vertrok bij de club. De bondscoach van Spanje, Julen Lopetegui, werd aangetrokken als nieuwe hoofdtrainer maar kende een seizoensstart met wisselende resultaten. Na een reeks slechte resultaten en een 5-1 nederlaag in El Clásico werd hij op 28 oktober 2018 alweer ontslagen door de club. Jeugdtrainer en oud-speler Santiago Solari volgde hem op, maar kon het tij niet keren en werd ontslagen na de verloren achtste finale in de Champions League tegen Ajax. Hierop stelde president Pérez Zinédine Zidane weer aan als hoofdtrainer van Los Blancos. Dat seizoen eindigde de club uiteindelijk als derde in de competitie, achter kampioen Barcelona en runner-up Atlético Madrid. Het daaropvolgende seizoen wist Real Madrid weer kampioen te worden en de beker te winnen.